# هیده‌ماسا ناگاتا
هیده‌ماسا ناگاتا (انگلیسی: Hidemasa Nagata؛ 1925 – ۳ اکتبر ۲۰۱۷ (aged 92)) تهیه‌کننده فیلم، Daiei vice-president اهل ژاپن بود. وی بین سال‌های ۱۹۵۵ تا ۱۹۷۱ میلادی فعالیت می‌کرد.